# Good Times Bad Times
Good Times Bad Times е песен на английската рок група „Лед Зепелин“, включена като начална песен в техния дебютен албум от 1969 г. - Led Zeppelin. Песента е първият сингъл на „Лед Зепелин“, издаден в САЩ, където достига №80 в класацията „Билборд Хот 100“. При записването на Good Times Bad Times, Джими Пейдж използва за соло на водещата китара изход от своата китара Фендер телекастер през високоговорител на Лесли, за да създаде въртящ се ефект, докато Джон Пол Джоунс казва, че рифът, който е написал за тази песен, е бил най-трудният, който някога е писал.
Good Times Bad Times рядко се изпълнява на живо на концертите на „Лед Зепелин“. В няколко случая през 1969 г. песента е използвана като въведение към Communication Breakdown (както се вижда в Led Zeppelin (Deluxe Edition). Това е и първата песен изпята за събирането на групата за концерта в зала „O2 Arena“, Лондон на 10 декември 2007 г. Версията на Good Times Bad Times/Communication Breakdown излиза на 15 април 2014 г., в „Ай Тюнс“, и е от 10 октомври 1969 г. в Париж, по време на европейското турне през есента на 1969 г.
В преоценка на Led Zeppelin през 2016 г., Анди Грийн от „Ролинг Стоун“ хвали Good Times Bad Times, като пише, че песента стартира албума с гръм и трясък: „Китарата на Джими Пейдж изскача от високоговорителите, със страшна сила; Джон Бонъм замахва със сила на барабаните. Хардрокът никога няма да бъде същият.“

## Позиция в класациите
| Година | Класация                     | Позиция |
| ------ | ---------------------------- | ------- |
| 1969   | Канада                       | 64      |
| 1969   | Нидерландия (Дътч Топ 40)    | 19      |
| 1969   | Нидерландия (Сингли Топ 100) | 17      |
| 1969   | САЩ (Билборд Хот 100)        | 80      |
| 1969   | САЩ (Кеш Бокс)               | 66      |
| 1969   | САЩ (Рекърд Уърлд)           | 65      |

## Музиканти
- Робърт Плант – вокали
- Джими Пейдж – китара
- Джон Пол Джоунс – бас китара
- Джон Бонъм – барабани